# Staryï Krym
Staryï Krym ou Stary Krym (en ukrainien : Старий Крим, en russe : Старый Крым, en tatar de Crimée : Eski Qırım et en arménien : Հին Ղրիմ Hin Girim signifiant tous « Ancien-Criméen ») est une ville de république autonome de Crimée, en Ukraine, occupée par la Russie depuis 2014. Sa population s'élevait à 9 512 habitants en 2013.

## Géographie
Staryï Krym est située à 15 km à l'ouest de Théodosie et à 78 km à l'est de Simferopol.

## Histoire

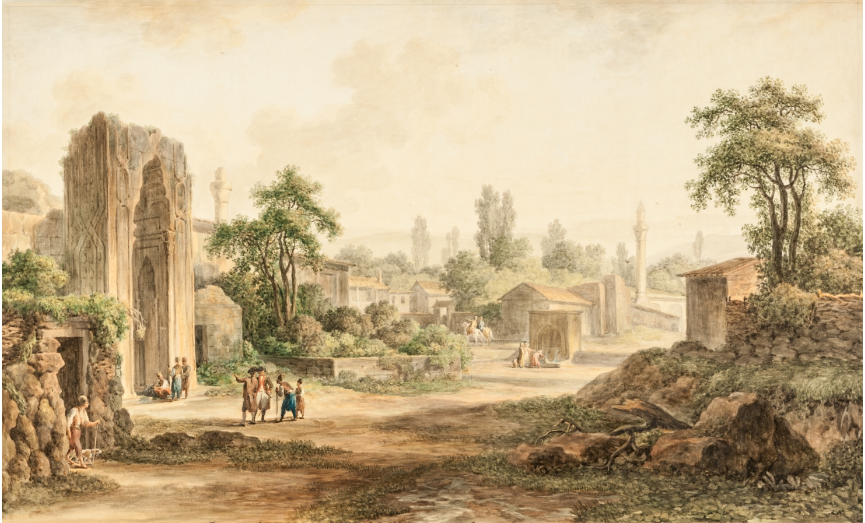
Les bâtiments religieux à Staryï Krim par Mikhaïl Matveïevitch Ivanov.

La ville a une longue histoire. Elle existait déjà dans la première moitié du XIIIe siècle, lorsque la Crimée fut conquise par les Mongols de Batou Khan sur la principauté de Théodoros. Les Mongols fortifièrent la ville, qui est devenue depuis lors une capitale de la « Yourte de Crimée » (province de Crimée de la Horde d'or) et le lieu de résidence de l'émir de Crimée. Au cours de cette période, la ville avait deux noms : les habitants turcophones et musulmans la nommaient Qırım (du tatar de Crimée : qırım, « colline ») ; les chrétiens grecs locaux l'appelaient en grec Κιμμέριος (Cimmérios comme le proche « détroit Cimmérien ») ; en arménien tcherkessogaï Sourhkat, et en italien génois Solcati (« sillon », « fossé »). Solkhat est la forme turque du nom arméno-génois. La ville abrite toujours un monastère arménien, celui de Sainte-Croix. Le nom turc de la ville, Qırım, a par la suite été donné à toute la péninsule.

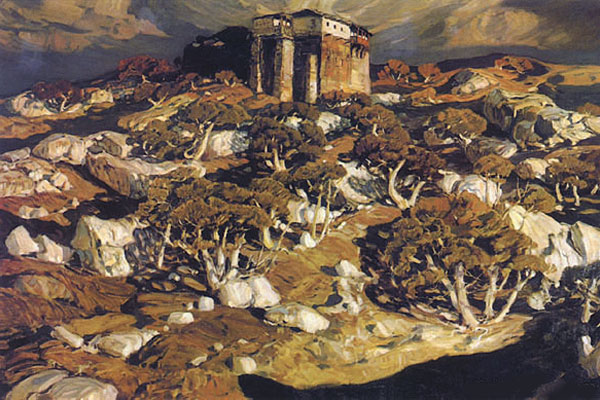
Constantin Bogaïevski, Staryï Krym en 1903.

Aux XIIIe siècle et XIVe siècles, Qırım/Sourkhat était une grande ville prospère, que les Arabes considéraient alors comme « une deuxième Bagdad ». De cette période subsistent les ruines d'une mosquée et d'une médersa, construites en 1314 par Özbeg Khan. Après le transfert de la capitale du khanat de Crimée à Bakhtchyssaraï, la ville tomba dans un relatif oubli.
Depuis l'annexion de la Crimée par Catherine II de Russie, en 1783, la ville est connue sous le nom russe de Staryï Krym, traduction russe du nom donné par les Tatars de Crimée, Eski Qırım.
Le célèbre écrivain russe Alexandre Grine (1880-1932) vécut et mourut à Staryï Krym : un musée lui est consacré dans la ville.
Staryï Krym abrite un important sanatorium pour cardiaques, qui fut dirigé par un grand cardiologue, Nikolaï Amossov.

## Population

### Démographie
Recensements (*) ou estimations de la population :
| 1805 | 1926* | 1939* | 1959* | 1970* | 1979* |
| ---- | ----- | ----- | ----- | ----- | ----- |
| 114  | 4 738 | 5 141 | 7 373 | 8 552 | 8 891 |

| 1989* | 2001* | 2010  | 2011  | 2012  | 2013  |
| ----- | ----- | ----- | ----- | ----- | ----- |
| 9 196 | 9 960 | 9 492 | 9 446 | 9 485 | 9 512 |

### Ethnies
En 1926 la population de Staryï Krym comptait 40 pour cent de Russes, 19 pour cent de Grecs pontiques, 11 pour cent de Bulgares, 10 pour cent d'Arméniens, 5,6 pour cent de Tatars, 4 pour cent de Moldaves, 3,7 pour cent d'Ukrainiens, 1,8 pour cent de Juifs et 1,3 pour cent d'Allemands de la mer Noire.

## Transports
Staryï Krym est traversée par la route P-23 qui la relie à Simféropol (89 km) à l'ouest, et à Feodossia (25 km) à l'est.